# PX domen
PX domen je strukturni domen koji vezuje fosfoinozitid i učestvuje u sortiranju proteina ka ćelijskoj membrani.
Ovaj domen je prvo bio otkriven u P40phox i p47phox domenima NADPH oksidaza (phox označava fagocitnu oksidazu). On je takođe identifikovan u mnogim drugim proteinima koji učestvuju u membranskoj razmeni, uključujući neksine, fosfolipazu D, i  fosfoinozitid-3-kinaze.
PX domen je strukturno konzerviran kod eukariota, mada aminokiselinske sekvence imaju malu sličnost. PX domeni prvenstveno formiraju interakcije sa  lipidima. Neki od njih se vezuju za fosfatidnu kiselinu, ,  , , i . PX-domen takođe može da formira interakcije sa drugim domenima i proteinima.

## Ljudski proteini koji sadrže ovaj domen
Sortirajući neksini sadrže ovaj domen. Drugi primeri su:
-{
- HS1BP3
- KIF16B (SNX23)
- NCF1; NCF1C; NCF4; NISCH
- PIK3C2A;   PIK3C2B;   PIK3C2G;   PLD1; PLD2; PXK
- RPS6KC1
- SGK3; SH3PXD2A; SNAG1

}-